# Josef Somr
Josef Somr (15. dubna 1934 Vracov – 16. října 2022 Nová Ves pod Pleší) byl český herec. Působil v divadle, televizi, hrál v řadě filmů a často vystupoval i v rozhlase, namlouval postavy animovaných pořadů. Hrál mimo jiné v Brně, v Pardubicích, v pražském Činoherním klubu – od jeho založení v roce 1965. Nejdéle byl v angažmá v Národním divadle. Jedna z prvních rolí, kterou se proslavil, byla ve filmu Ostře sledované vlaky. Svou první Cenu Thálie obdržel v roce 1997. V roce 2012 získal Českého lva za přínos české kinematografii a v roce 2014 Cenu Thálie za celoživotní činoherní mistrovství.

## Život
Narodil se v jihomoravském Vracově jako prostřední ze tří bratrů do rodiny průvodčího Tomáše Somra a Aloisie roz. Fridrichové. V první polovině 50. let 20. století byl mj. brankářem místního fotbalového A-mužstva.
Absolvoval gymnázium v Kyjově a v roce 1956 vystudoval činoherní herectví na Divadelní fakultě Janáčkovy akademie múzických umění v Brně. Dva roky hrál v Českém Těšíně, tři roky v brněnském Divadle bratří Mrštíků a čtyři roky v Pardubicích (1961 až 1965). V roce 1965 se stal členem pražského Činoherního klubu a hrál zde v 24 inscenacích. V srpnu roku 1978 přešel do činohry Národního divadla. Zde působil až do roku 2001, kdy angažmá ukončil.
Desítky postav ztvárnil v televizních inscenacích. Před filmovou kamerou debutoval v roce 1964 ve snímku Obžalovaný a o dva roky později vytvořil nezapomenutelnou charakterní roli ve slavném filmu Ostře sledované vlaky. Jeho charakteristický hlas se často objevuje v rozhlase, kde se podílel například na úspěšném cyklu Pohádky tisíce a jedné noci. V roce 2001 obdržel za hlavní roli v představení The Gin Game, které se hrálo v pražském divadle Viola, druhou Cenu Thálie. V roce 2005 obdržel z rukou prezidenta Václava Klause za svou celoživotní práci medaili Za zásluhy. V roce 1987 mu byl udělen titul zasloužilý umělec.
Krátce udržoval vztah s herečkou Evelynou Steimarovou a poté s herečkou Jiřinou Třebickou. Jeho dlouholetou partnerkou byla herečka Zuzana Šavrdová. Manželkou byla Alena Somrová. V roce 2012 získal Českého lva za mimořádný přínos české kinematografii. O dva roky později mu byla 29. března 2014 udělena Cena Thálie za celoživotní činoherní mistrovství.
Zemřel 16. října 2022 ve věku 88 let v sanatoriu Na Pleši u Mníšku pod Brdy, kde trávil své poslední dny.

## Divadelní role (výběr)

### Činoherní klub v Praze
- 1965 Mandragora – Timotej
- 1965 Spravedliví – Annenkov
- 1965 Stalo se v ZOO – Jerry
- 1966 Zločin a trest – Porfirij
- 1966 Na koho to slovo padne – Lexa
- 1967 Narozeniny – Goldberg
- 1967 Revizor – Osip
- 1968 Na ostří nože – Vladyka
- 1969 Višňový sad – Gajev
- 1971 Na dně – Satin
- 1972 Piknik – Tall
- 1973 Poprask na laguně – Isidoro
- 1974 Doktor Faust – Mefisto
- 1976 Parádní pokoj – Otec
- 1977 Ten, který dostává políčky – Ten
- 1978 Krejcarová opera – Peachum
- 1978 Cesta dlouhého dne do noci – Tyron

### Národní divadlo
- 1968 Vůně květin – Dodo
- 1978 Adam a Eva – Bůh
- 1978 Jako bychom se ani neznali – Tatínek
- 1979 Naši furianti – Bušek
- 1980 Bílá nemoc – Maršál
- 1980 Král Lear – Blázen
- 1981 Letní hosté – Sergej Basov
- 1982 Hamlet – Claudius
- 1984 Sen noci svatojánské – Klubko
- 1984 Život Galileiho – Galileo Galilei
- 1987 Rozbitý džbán – Rychtář Adam
- 1987 Jegor Buličov a jiní – Jegor Buličov
- 1989 Deník ničemy – Mamajev
- 1990 Zahradní slavnost – Oldřich Pludek
- 1991 Sbohem Sokrate – Dodo
- 1991 Král Lear – Hrabě z Glostru
- 1995 Cymbelín – Belarius
- 1996 Podivní ptáci – Eda
- 1996 Hrdina Západu – Mahon
- 1997 Běsi – Štěpán Verchovenskij
- 1998 Obsluhoval jsem anglického krále – Jan Dítě III.
- 1999 Maryša – Lízal

## Filmografie

### 1960–1969
- 1964 Obžalovaný – role: vězeňský lékař
- 1966 Ostře sledované vlaky – role: výpravčí Hubička
- 1966 Hotel pro cizince – role: recepční
- 1966 Kinoautomat: Člověk a jeho dům – role: Pavel Svoboda
- 1967 Soukromá vichřice – role: Áda Vinš
- 1967 Piknik – role: Tall
- 1967 Údolí včel – role: Rotgier
- 1967 Muž, který stoupl v ceně – role: vrátný
- 1968 Žert – role: Ludvík Jahn
- 1968 Pražské noci – 3. Chlebové střevíčky – role: švec / abbé / domino
- 1969 Smuteční slavnost – role: Devera

### 1970–1979
- Velká neznámá (1970) – 2. Vznášející se docent – psychiatr
- Dlouhá bílá nit (1970) (TV) – Vitásek
- Jeden z nich je vrah (1970) – Jelínek
- Nahota (1970) – Petráš
- Hlavní přelíčení (1971) (TV) – Maršík
- Vražda v hotelu Excelsior (1971) – Matouš
- Touha Sherlocka Holmese (1971) – doprovazeč
- Smrt černého krále (1971) – Vycpálek
- F. L. Věk (1971) (TV seriál) – aktuár
- Babička (1971) (TV) – Talián
- Byli jednou dva písaři (1972) (TV seriál) – doktor Vankorbeil
- Návraty (1972) – Kuneš
- Morgiana (1972) – opilec
- Rodeo (1972) – Hasman
- Slečna Golem (1972) – sňatkový podvodník
- Půlnoční kolona (1972) – major
- Zatykač na královnu (1973) – Ing. Vaněček
- 30 panen a Pythagoras (1973) – ředitel
- Dny zrady (1973) – učitel
- Poslední ples na rožnovské plovárně (1974) – Lenčin otec
- Motiv pro vraždu (1974) – 3. Kapsář – Roček
- Případ mrtvého muže (1974) – Voráč
- Hvězda padá vzhůru (1974) – Vocílka
- Slovácko sa nesúdí I. (1975) (TV seriál)
- Plavení hříbat (1975) – Ludva
- Dva muži hlásí příchod (1975) – kpt. Sychra
- Na konci světa (1975) – Permanenc
- Pomerančový kluk (1975) – Šáňo
- Páni kluci (1975) – Lopata
- Sebechlebskí hudci (1976) – vezír
- Léto s kovbojem (1976) – Studnička
- Smrt mouchy (1976) – otec
- Dým bramborové natě (1976) – Vlach
- Osvobození Prahy (1976) – Grospic
- Což takhle dát si špenát (1977) – Pereira
- Hop – a je tu lidoop (1977) – hostinský Merta
- Proč nevěřit na zázraky (1977) – Petrus
- Nemocnice na kraji města (1977) (TV seriál) – ředitel Pekař
- Čekání na déšť (1978) – Pavlův otec
- Radost až do rána (1978) – Kazan
- Tajemství Ocelového města (1978) – Vent
- Já jsem Stěna smrti (1978) – Fery
- Báječní muži s klikou (1978) – ouřada
- Deváté srdce (1979) – hejtman
- Kam nikdo nesmí (1979) – Milan
- Indiáni z Větrova (1979) – Podešva
- Postavení mimo hru (1979) – Arnold
- Božská Ema (1979) – kapitán
- Čas pracuje pro vraha (1979) – Šimandl

### 1980–1989
- Brontosaurus (1980) – inspektor
- Půl domu bez ženicha (1980) – Sámek
- Něco je ve vzduchu (1980) – Macoun
- Blázni, vodníci a podvodníci (1980) – poručík Mácha
- Evžen mezi námi (1980) – Koutný
- Zralé víno (1981) – Ovečka
- Pytláci (1981) – otec
- Pozor, vizita! (1981) – Kafka
- Malý pitaval z velkého města (1982) (TV seriál) – hospodský v epizodě Muž s punčochou
- Poslední propadne peklu (1982) – Fyzikus
- Jak svět přichází o básníky (1982) – profesor Ječmen
- Vinobraní (film) (1982) – Procházka
- Slavnosti sněženek (1983) – Vyhnálek
- Modré z nebe (1983) – inspektor, starosta, principál
- Anděl s ďáblem v těle (1983) – Halík
- Tři veteráni (1983) – Servác
- Rozpaky kuchaře Svatopluka (1984) (TV seriál) – kuchař Křikava
- Slečna Máry (1984) (TV)
- Povídky malostranské (film) (1984) (TV)
- Jak básníci přicházejí o iluze (1984) – Ječmen
- Hele, on letí! (1984) – Bican
- Třetí patro (1985) (TV seriál) – otec Sláma
- Duhová kulička (1985) (TV)
- Fešák Hubert (1985) – Pašek
- Vesničko má středisková (1985) – ředitel Dřevoplechu
- Mladé víno (1986) – Ovečka
- Kdo se bojí, utíká (1986) – Smrček
- Můj hříšný muž (1986) – Bárta
- Kam doskáče ranní ptáče (1987) – Mrázek
- Strašidla z vikýře (1987) – Napakunk
- Jak básníkům chutná život (1987) – Ječmen
- Dobří holubi se vracejí (1987) – primář Dobrotka
- Anděl svádí ďábla (1988) – Halík
- Cirkus Humberto (1988) (TV seriál) – kapelník Selnický
- Evropa tančila valčík (1989) – hrabě Berchtold
- Blázni a děvčátka (1989) – Kozel
- Konec starých časů (1989) – Charousek
- Skřivánčí ticho (1989) – Jára
- Případ pro zvláštní skupinu (1989) (TV seriál) – mjr. Drnek

### 1990–1999
- Poslední motýl (1990) – Stadler
- Osudné dveře (1991) (TV)
- Hřbitov pro cizince (1991) (TV)
- Černí baroni (1992) – hostinský
- Kačenka a strašidla (1992) – notář Weber
- Kačenka a zase ta strašidla (1992) – notář Weber
- Helimadoe (1993) – doktor Hanzelín
- Konec básníků v Čechách (1993) – profesor Ječmen
- Jedna kočka za druhou (1993) – Viktor
- O zvířatech a lidech (1994) (TV)
- Akáty bílé (1996) – kněz
- Zkřížené meče (1997) – král
- Zdivočelá země (1997) – doktor Holubec
- Stůj, nebo se netrefím (1998) – Pecka

### 2000–2009
- Zvonící meče (2000) – král
- Na zámku (2000) (TV) – hrabě
- Případy detektivní kanceláře Ostrozrak (2000) (TV seriál) – inspektor Vodička
- Zázračné meče (2001) – král
- Uniforma (2001) (TV)
- Královský slib (2001) – magistr
- Poslání s podrazem (2002) (TV)
- Vyvraždění rodiny Greenů (2002) (TV) – Van Dine
- Čert ví proč (2003) – král Dobromil
- Jak básníci neztrácejí naději (2004) – Ječmen
- Probuzená skála (2004) (TV)
- Anděl Páně (2005) – rychtář
- O rodičích a dětech (2007) – otec
- U mě dobrý (2008) - Tondův otec

### 2010–2022

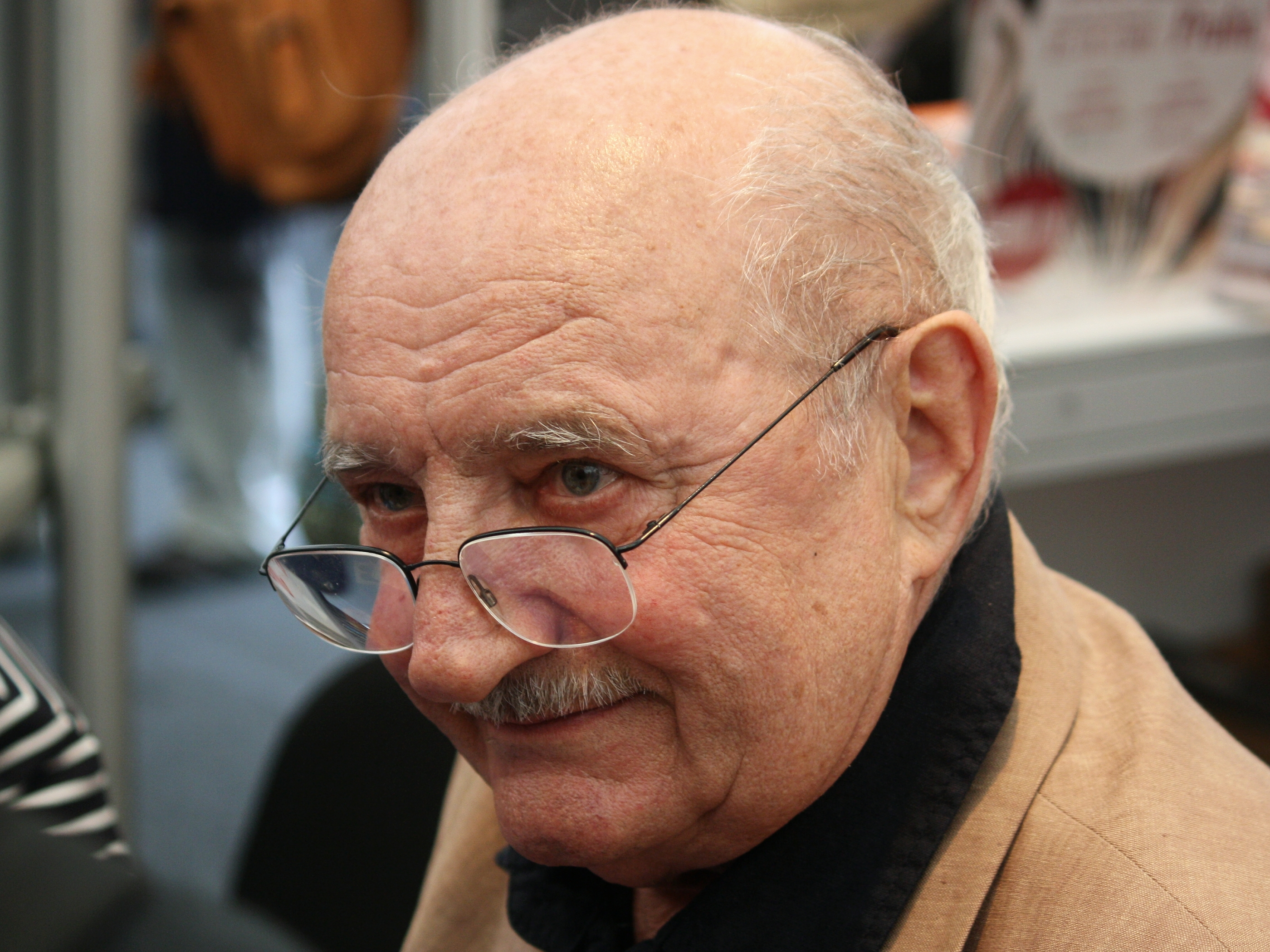
Josef Somr v roce 2011

- Saxána a Lexikon kouzel (2011) - ředitel školy a král Hyacint II.
- Vrásky z lásky (2012)
- Šťastný smolař (2012) – hrobník
- Kovář z Podlesí (2013) – starosta
- Jak básníci čekají na zázrak (2016) – profesor Ječmen

### Televize
- 1968 Spravedlnost pro Selvina (TV inscenace) – role: lékař
- 1969 Kaviár jen pro přátele – role: František
- 1969 Bližní na tapetě (TV cyklus mikrokomedií Malé justiční omyly) – role: úředník přestupkového oddělení Národního výboru (1.příběh: Nactiutrhač)
- 1970 Svatební noc (TV inscenace povídky) – role: klavírista Láďa
- 1970 Alexandr Dumas starší (TV inscenace) – role: kníže Eduard Arieta
- 1970 Byly noci májové (TV inscenace) – role: neurčena
- 1973 Čestné kolo (TV film) – role: trenér Dušek
- 1974 Byl jednou jeden dům (TV seriál) – trafikant Soumar
- 1974 30 případů majora Zemana (TV seriál) – hospodský Karel Prágr
- 1976–1981 Nemocnice na kraji města (TV seriál) – ředitel nemocnice Pekař
- 1977 Nikola Šuhaj loupežník (TV film) – role: strážmistr
- 1979 Nebožtíci na bále (TV adaptace humoresky) – role: nemocniční doručovatel
- 1981 Můžeš mi odpustit? (TV mikrokomedie) – role: Karel
- 1981 Jasnovidec (TV inscenace povídky) – role: Janowitz
- 1991 Svědkyně (TV film) – role manžel Hraběta
- 1996 Hospoda (TV seriál 1 díl) – role: bratr Šípek
- 1997 Arrowsmith (TV film 3 díly) – role: profesor Gottlieb
- 2003 Bankrotáři (TV film) – role:filozof McFerel
- 2004 Místo nahoře (TV seriál) – role: Doskočil st.
- 2005 Povodeň (TV film) – role: Arnošt
- 2009 Dům U Zlatého úsvitu (TV film)
- 2009 Ďáblova lest (TV film) - profesor Málek

### Dabing
- Začátek dlouhého podzimu (1990) – Havlíček

### Rozhlas
- 1983 Miroslav Krleža: Leda, Československý rozhlas Praha, role: Aurel, režie: Jan Lorman
- 1988 Giles Cooper: Celou cestu domů (All the Way Home), překlad: Gabriela Nová, režie: Josef Červinka[8]
- 1990 František Pavlíček: Konec patriarchátu: z mé lukovské kroniky, v roce 1990 zpracováno v Československém rozhlasu jako osmidílný rozhlasový seriál. Pro rozhlas upravil Jaroslav Pour, v režii Vladimíra Tomeše četl Josef Somr.[9]
- 1991 – Lenka Procházková: Čtyři ženy Alexandra Makedonského. Osoby: Alexandr Makedonský (Oldřich Vízner), Olympia, jeho matka (Květa Fialová), Aristoteles (Ilja Racek), Kleitos, pobočník Alexandra (Václav Knop), Néfastión, pobočník Alexandra (Ivan Gübel), Parmenión, generál (Antonín Molčík), zpravodaj (Josef Somr), Dareios, velekrál Persie (Vladimír Brabec), babička, jeho matka (Stella Zázvorková), Stateira, jeho žena (Jana Štěpánková), Roxana, jeho dcera (Dana Batulková) a další. Režie: Ivan Chrz
- 1993 Alphonse Daudet: Mezek papeže Bonifáce a jiné povídky, Český rozhlas, sedmidílný rozhlasový seriál, překlad: Jaroslav Šonka, připravila: Dagmar Hubená, režie: Josef Lédl četli Josef Somr a Jiří Knot.[10]
- 2001 František Pavlíček: Svatojánské vřesy, původní rozhlasová hra o složitosti a křehkosti lidských vztahů. Hudba Vladimír Rejlek, dramaturgie Jana Weberová, režie Ludmila Engelová. Hrají: Josef Somr, Daniela Kolářová, Lenka Krobotová, Vladimír Brabec, Ladislav Mrkvička, Johanna Tesařová, Václav Vydra, Jaromír Meduna a Radovan Lukavský.[11]
- 2001 Joseph Sheridan Le Fanu: Ten, který tě nespouští z očí. Přeložil a zdramatizoval Josef Hlavnička, hudba Petr Mandel, dramaturgie Jana Weberová, režie Hana Kofránková. Osoby a obsazení: Patrick O´Grady (Otakar Brousek), kapitán James Barton (Ladislav Frej), Patrik, právník, potomek O´Gradyho (Ivan Trojan), Generál Montague (Josef Somr), Macklin (Stanislav Fišer), Doktor Richards (Miloš Hlavica), George Norcott (Jiří Ornest), neznámý (Stanislav Oubram), Hawkins (David Novotný), Fiakrista (Steva Maršálek), hlas (Richard Honzovič) a Lady Rochdaleová (Věra Kubánková).[12]
- 2004 Paul Barz: Viva Verdi aneb Šťastná náhoda dějin hudby. Hra ze života Giuseppa Verdiho a Arriga Boita. Překlad: Miroslav Stuchl; dramaturgie: Jana Paterová; hudba: Petr Mandel; režie: Vlado Rusko; hrají: Josef Somr (Verdi), Michal Zelenka, Vladimír Brabec, Zdena Hadrbolcová a další.[13]
- 2007 Daniela Fischerová: Cesta k pólu, příběh o hledání smyslu života na samém jeho konci. Hudba: Marko Ivanović, dramaturgie: Martin Velíšek, režie: Hana Kofránková. Hrají: Jiřina Jirásková, Josef Somr, Viola Zinková, Bořivoj Navrátil, Vilma Cibulková, Zdeněk Hess, Miriam Kantorková, Hana Brothánková a Jan Polívka.[14]
- 2008 Bratři Čapkové: Adam stvořitel, role: vědátor, hudba Petr Mandel, režie Dimitrij Dudík.
- 2009 Milena Mathausová: Měděné zrcadlo, nedělní pohádka, Český rozhlas Dvojka, role: Filibert; režie Vlado Rusko.[15]
- 2011 George Tabori: Jak být šťastný a neuštvat se, Český rozhlas, překlad: Magdalena Štulcová, dramaturgie: Hynek Pekárek, režie: Aleš Vrzák. Hráli: Vypravěč a Starý Cvi (Josef Somr), Mladý Šabtaj Cvi (Kamil Halbich), Iokaste (Eliška Balzerová), Oidipus (Jan Dolanský), Don John (Alois Švehlík) a Amanda Lollypop (Pavla Beretová)[16]
- 2011 Jules Verne, Dimitrij Dudík: Na kometě. Steampunkový rozhlasový muzikál (2011). Muzikál Na kometě byl v anketě Neviditelný herec posluchači oceněn a označen za nejlepší rozhlasovou inscenaci roku, Viktor Preiss zároveň za roli kapitána Servadaca získal cenu za nejlepší mužský herecký výkon. Inscenace úspěšné reprezentovala tvorbu Českého rozhlasu na mezinárodních festivalech Prix Marulic a na slovenském mezinárodním festivalu rozhlasových her pro děti a mládež Prix Ex Aequo. Jules Verne. Dobrodružný muzikál. Z francouzského původního vydání Hector Servadac. Voyages et aventures à travers le monde solaire přeložil Václav Netušil. Scénář a režie Dimitrij Dudík. Texty Bogdan Trojak. Hudba Kryštof Marek. Zvukový design Tomáš Pergl. Mistr zvuku Radek Veselý. Střih Jana Fišerová. Produkce Jana Knappová. Osoby a obsazení: kapitán Servadac, Francouz (Viktor Preiss), Ben Zuf, jeho vojenský sluha, Francouz (Ota Jirák), kníže Timašev, Rus (Michal Pavlata), plukovník Murphy, Angličan (Josef Polášek), major Oliphant, Angličan (Petr Čtvrtníček), Angelika (Lucie Černíková), Pablo, mladý hoch, Španěl (Martin Písařík), Izak Hakhabut, německý žid, zapálený obchodník (Arnošt Goldlflam), Rosette, profesor astronomie, Francouz (Josef Somr), vypravěč (Jan Rosák).
- 2016 William Shakespeare: Sen noci svatojánské, Český rozhlas, překlad: Martin Hilský, rozhlasová adaptace: Klára Novotná, režie: Martina Schlegelová, dramaturgie: Renata Venclová, zvukový design a hudba: Jakub Rataj, produkce: Radka Tučková a Eva Vovesná. Osoby a obsazení: Karel Dobrý (Oberon), Helena Dvořáková (Titanie), Pavla Beretová (Puk), Viktor Preiss (Hrášek), Josef Somr (Hořčička), Jaroslav Kepka (Pavučinka), Miroslav Krobot (Poříz), David Novotný (Klubko), Martin Myšička (Střízlík), Václav Neužil (Píšťala), Hynek Čermák (Fortel), Klára Suchá (Hermie), Tereza Dočkalová (Helena), Petr Lněnička (Lysandr), Jan Meduna (Demetrius), Kamil Halbich (Theseus), Tereza Bebarová (Hippolyta), Jan Vondráček (Egeus) a další.[17]
- 2017 Šárka Kosková: Břicho Radegasta. Joska – Pavel Zedníček, Krkavec – Josef Somr, Ondra – Marek Holý, Rozina – Antonie Talacková, Johanka – Klára Suchá, vypravěčka – Jana Štěpánková, Honzík – Jan Vokrouhlecký, Rozárka – Anna Šubrtová, sedlák – Jaroslav Vlach, selka – Martina Hudečková, otec Štefky – Miroslav Táborský, Albína – Hana Seidlová, Dora – Anna Suchánková, Juliška – Andrea Elsnerová, Radegast – Stanislav Šárský. Hudba – Kryštof Marek, režie – Dimitrij Dudík. Za tuto roli získal Josef Somr hlavní cenu v anketě Neviditelný herec.

### Komentáře
- Osudy dobrého vojáka Švejka I.–IX. (1986)
- Stopařky neberu (1990)
- Proměny Pražského hradu (2004, středometrážní)